# جنگ‌های بالکان

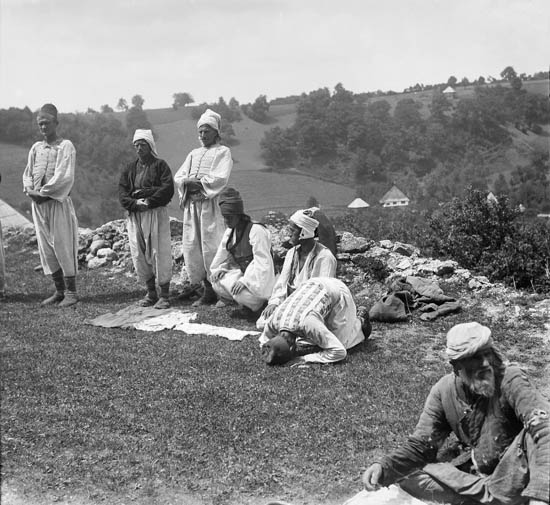
سربازان بوسنی در حال نمازدر جنگ بالکان

جنگ‌های بالکان به دو جنگ گفته می‌شود که در سال‌های ۱۹۱۲ و ۱۹۱۳ در جنوب شرقی اروپا رخ داد. جنگ اول بالکان در روز ۸ ام اکتبر سال ۱۹۱۲ آغاز شد. کشورهای بلغارستان، یونان، مونته نگرو و صربستان که تعداد زیادی از هم‌نژادان خود را در تحت حاکمیت عثمانی داشتند، به امپراطوری عثمانی حمله کردند و به پنج قرن حاکمیت عثمانی در بالکان در یک رشته عملیات نظامی هفت ماهه با پیمان لندن پایان دادند.
دومین جنگ بالکان در روز ۱۶ ژوئن سال ۱۹۱۳ آغاز شد. دلیل شروع جنگ نارضایتی بلغارستان از تقسیم فتوحات جنگ اول بالکان در مقدونیه بود. دو متحد سابق بلغارستان، یعنی یونان و صربستان این توافق را پنهانی انجام داده بودند که موجب ناخرسندی بلغارستان شده بود. نیروهای این دو کشور حمله بلغارها را متوقف کردند و آنها را به درون خاک خودشان عقب راندند. در این میان رومانی و عثمانی هم از فرصت استفاده کردند و به بلغارستان حمله کردند. در پایان این جنگ پیمان بخارست امضاء شد که به موجب آن بلغارستان بخش بزرگی از سرزمینهایی را که در جنگ اوّل بالکان تصرف کرده بود، از دست داد.